# هندریک تیمر (تنیس‌باز)
 هندریک تیمر (انگلیسی: Hendrik Timmer؛ زاده ۸ فوریهٔ ۱۹۰۴ درگذشته ۱۳ نوامبر ۱۹۹۸) یک تنیس‌باز اهل هلند بود.